# Karasak
Karasak is een bestuurslaag in het regentschap Kota Bandung van de provincie West-Java, Indonesië. Karasak telt 12.574 inwoners (volkstelling 2010).